# Martin Bachhuber

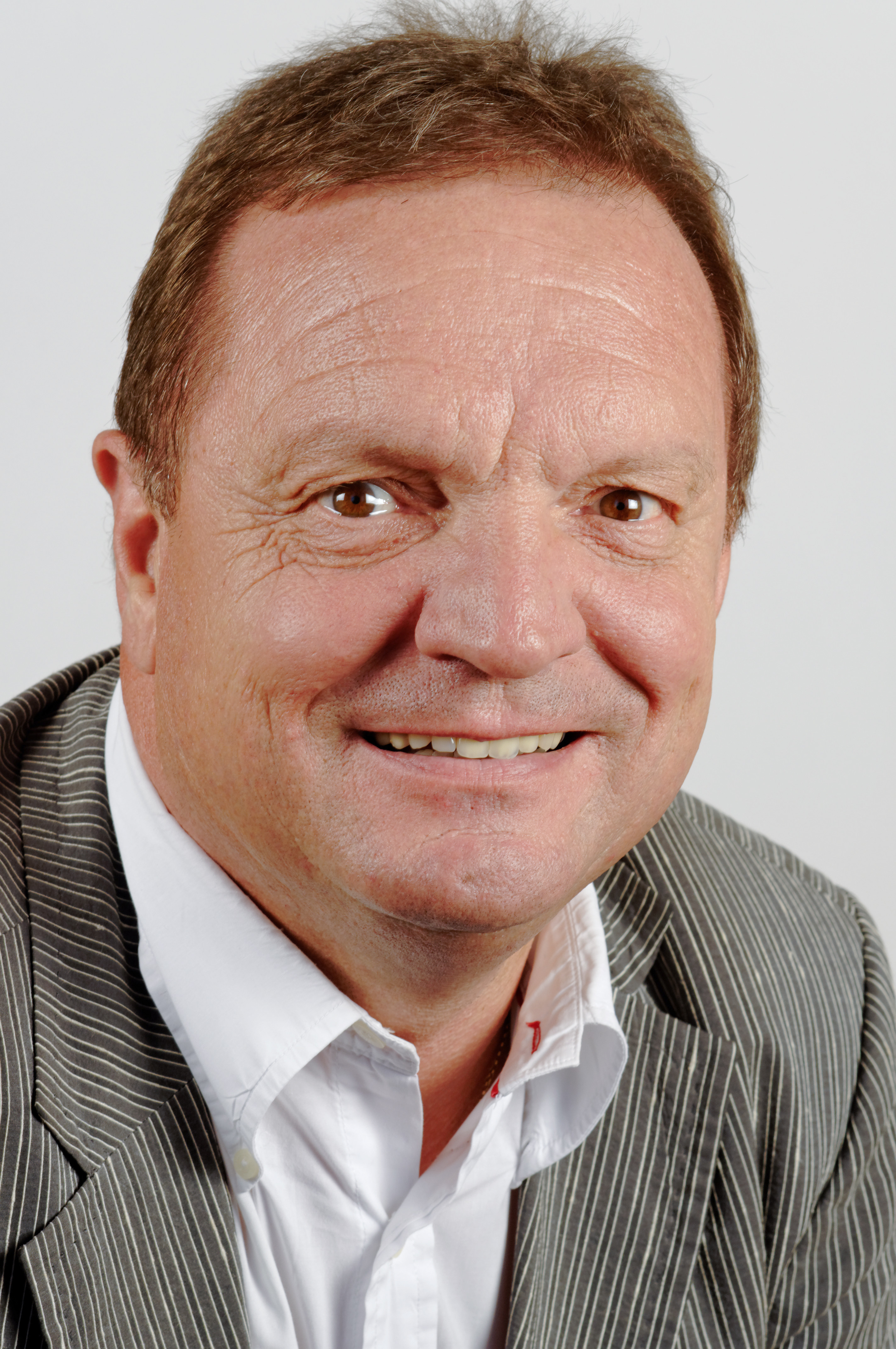
Martin Bachhuber (2012)

Martin Bachhuber (* 14. Oktober 1955 in Benediktbeuern) ist ein deutscher Kommunal- und Landespolitiker (CSU). Er war von 2008 bis 2023 Mitglied des Bayerischen Landtags.
Bachhuber ist ausgebildeter Verwaltungswirt. Von 1984 bis 2008 war er Bürgermeister des oberbayerischen Kurortes Bad Heilbrunn. Nach der Kommunalwahl im Frühjahr 1990 übernahm er zudem ein Mandat im Kreistag des Landkreises Bad Tölz-Wolfratshausen und am 14. Oktober 1990 eines im Bezirkstag von Oberbayern, das er bis Herbst 2008 ausübte. Von 1996 bis 2008 war er stellvertretender Landrat.
Im März 2008 unterlag er bei der Stichwahl um das Amt des Tölzer Landrates knapp Josef Niedermaier (Freie Wähler). Bei der Landtagswahl 2008 gewann er im Stimmkreis Bad Tölz-Wolfratshausen, Garmisch-Partenkirchen (Wahlkreis Oberbayern) erstmals das bislang von Edmund Stoiber ausgeübte Direktmandat und gehörte dem Bayerischen Landtag in dessen 16., 17. und 18. Wahlperiode an. Bachhuber war dort Mitglied des Ausschusses für Staatshaushalt und Finanzfragen. Zur Landtagswahl 2023 trat er nicht mehr an.
Bachhuber ist verheiratet und Vater von drei Kindern. Bachhuber ist römisch-katholischer Konfession.